# YACA

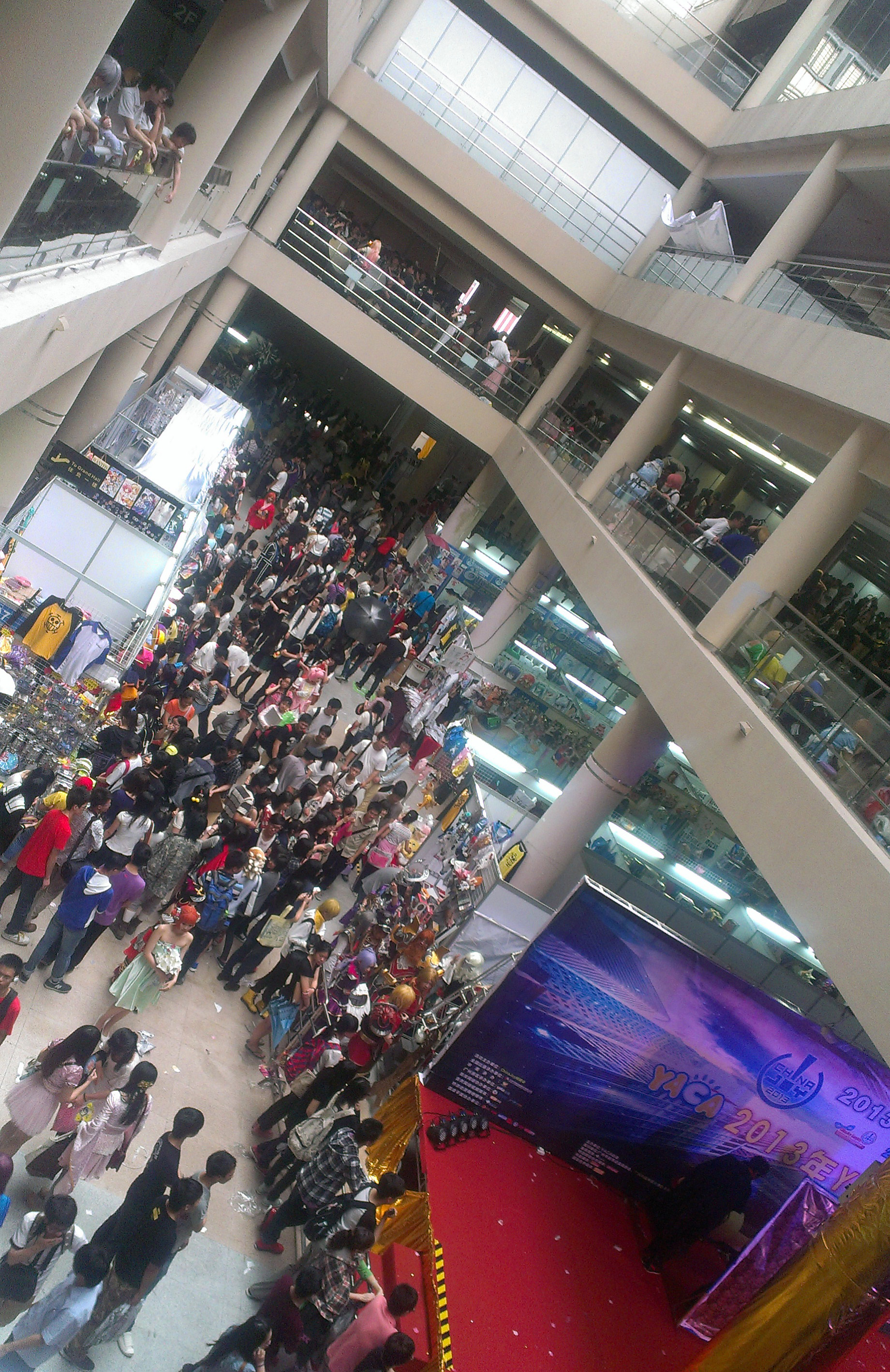
在中洲中心舉行的2013年YACA五一動漫盛裝嘉年華

YACA全稱Young Animation and Comic Association（無正式中文名稱，直譯為青年動漫協會，音譯雅卡），又稱為YACA動漫協會，是中華人民共和國广州市的一個民間動漫社團組織，於2003年4月正式成立，創會會長為鄧國堅，业务主管是广州市越秀区文学艺术界联合会。

## 簡介
YACA是广州第一个在政府注册的民间动漫组织，也是中国华南地区最早成立的动漫协会，其漫展活動「YACA动漫拉阔广州」於2004年8月被联合国教科文组织列入联合国「全球对话」活动中，YACA因此为中国首个获得联合国教科文组织认可的民间法人社团机构。。目前YACA吸納了超過300家動漫社團，正式會員超過1000人。

## 歷屆漫展
| 時間                  | 名稱                                        | 地點                               | 備註                                                          |
| --------------------- | ------------------------------------------- | ---------------------------------- | ------------------------------------------------------------- |
| 2008年2月11日-13日    | YACA春季校园同人祭2008                      | 康王中路上源胜南17号荔湾区耀华小学 | 本屆同人祭前尚有一屆“YACA·十一反转周边动漫派对”因場地原因取消 |
| 2008年10月12日        | YACA动漫拉阔同人祭2008                      | 人民北路871号省文联展厅            |                                                               |
| 2009年2月8日          | YACA春季漫展2009 暨第五届动漫原创年选颁奖礼 | 越秀中路147-151号越秀综合运动中心  | 舉辦地點广东实验学校体育馆内                                  |
| 2009年5月1日          | YACA五·一嘉年华盛装派对                     | 越秀中路147-151号越秀综合运动中心  |                                                               |
| 2009年7月25日-26日    | YACA拉阔同人祭2009                          | 广州文化公园展览馆                 |                                                               |
| 2010年2月20日-21日    | YACA2010春季动漫画展暨十周年庆颁奖礼        | 白云国际会议中心                   |                                                               |
| 2010年5月2日          | YACA2010五一动漫盛装嘉年华                  | 壹号国际文化广场                   |                                                               |
| 2010年8月7日-8日      | YACA2010夏季拉阔动漫画展                    | 白云国际会议中心                   |                                                               |
| 2011年2月20日         | YACA2011春季动漫画展                        | 广州锦汉展览中心                   | 錦漢展覽中心現已拆除。                                        |
| 2011年5月1日          | YACA2011五·一动漫盛装嘉年华                 | 中洲国际展览中心                   |                                                               |
| 2011年8月6日-7日      | YACA2011暑期拉阔动漫画展                    | 保利世贸博览馆                     |                                                               |
| 2012年2月4日          | YACA2012年春季动漫画展                      | 广州锦汉展览中心                   |                                                               |
| 2012年4月30日-5月1日  | YACA 2012五一动漫盛装嘉年华                 | 中洲国际展览中心                   |                                                               |
| 2012年8月4日-5日      | YACA暑期拉阔动漫画展                        | 广州锦汉展览中心                   |                                                               |
| 2013年2月23日-24日    | YACA 2013年春季漫画展                       | 中洲国际展览中心                   |                                                               |
| 2013年4月30日-5月1日  | 2013年YACA五一动漫盛装嘉年华                | 中洲国际展览中心                   |                                                               |
| 2013年8月3日-8月4日   | YACA2013暑期拉阔动漫画展                    | 中洲国际展览中心                   |                                                               |
| 2014年2月15日-2月16日 | YACA2014春季动漫画展                        | 中洲国际展览中心                   |                                                               |
| 2014年5月1日-5月2日   | 2014年YACA五一動漫盛装嘉年華                | 中洲国际展览中心                   |                                                               |
| 2014年8月2日-8月3日   | YACA2014夏季拉阔动漫画展                    | 中洲国际展览中心                   |                                                               |
| 2014年10月1日-10月2日 | YACA2014佛山動漫嘉年華                      | 佛山創意產業園                     |                                                               |
| 2015年3月7日-3月8日   | YACA2015春季动漫画展                        | 中洲国际展览中心                   |                                                               |
| 2015年5月1日-5月2日   | YACA五一动漫盛装嘉年华                      | 中洲国际展览中心                   |                                                               |
| 2015年8月1日-8月2日   | YACA动漫一夏嘉年华                          | 广州国际采购中心                   |                                                               |
| 2016年2月20日-2月21日 | YACA47th春季动漫画展                        | 中洲国际展览中心                   |                                                               |
| 2016年4月30日-5月1日  | YACA2016五一动漫画展                        | 中洲国际展览中心                   |                                                               |
| 2016年8月6日-8月7日   | YACA49th夏季动漫展                          | 南丰国际会展中心                   |                                                               |
| 2016年10月29日        | YACA万圣动漫音乐节                          | 南丰国际会展中心                   |                                                               |
| 2017年2月11日-2月12日 | YACA51st春季动漫展#                         | 南丰国际会展中心                   |                                                               |
| 2017年4月29日-4月30日 | YACA52nd动漫画展                            | 南丰国际会展中心                   |                                                               |
| 2017年8月5日-8月6日   | YACA53rd夏季动漫嘉年华                      | 南丰国际会展中心                   |                                                               |
| 2017年10月29日        | YACA54th万圣动漫音乐盛典                    | 南丰国际会展中心                   |                                                               |
| 2018年3月3日-3月0日   | YACA55th春季动漫展                          | 南丰国际会展中心                   |                                                               |
| 2018年4月29日-4月30日 | YACA56th五一动漫嘉年华                      | 南丰国际会展中心                   |                                                               |
| 2018年8月4日-8月5日   | YACA57夏季动漫展                            | 南丰国际会展中心                   |                                                               |
| 2019年2月16日-2月17日 | YACA58春季动漫展                            | 南丰国际会展中心                   |                                                               |

## 外部連結
- YACA动漫协会 官方网站 （页面存档备份，存于）
- YACA的新浪微博
- 历届YACA报道专题 - 21CN游戏频道